# 石確
石確（1579年—1641年），字敦五，號景雲，湖廣黃梅縣人，明朝政治人物、同進士出身。

## 生平
大同巡撫石崑玉之孫，长兴知县石有恒之子。天啓元年（1621年）辛酉科舉人，崇禎四年（1631年）辛未科進士。吏部观政，初授丹徒县知县，崇禎六年，接替童兆登，擔任南直隶常州府宜興縣知縣。九年任應天府乡试同考官，本年丁忧去职。十二年起补山西洪洞縣知縣。